# Ульпан
Ульпа́н (ивр. אולפן‎ — студия, обучение, инструкция) — учебное заведение или школа для изучения иврита. Под этим термином понимают как профессиональные, так и любительские курсы или кружок по изучению языка иврит.

## Ульпаны в Израиле
В странах еврейской диаспоры, в которых евреи сохранили национальную культуру, иврит изучается в еврейских школах (примеры: Англия, Франция, США и даже Йемен, несмотря на притеснения еврейской общины в этой стране). Репатрианты из таких стран в Израиле, как правило, нуждаются только в ульпанах высокого уровня, помогающих им развивать навыки повседневного общения.
Репатрианты из стран, где евреи по разным причинам были оторваны от своей культуры (Россия и страны СНГ, Эфиопия, Бразилия, Япония и др.), в Израиле начинают обучения с Ульпан Алеф, базисного ульпана, где обучают алфавиту и основам грамматики и словарного запаса.
Обучение в государственных ульпанах в Израиле (на всех уровнях) бесплатно. Существуют также частные ульпаны, отличающиеся методикой преподавания. Бытует мнение, что качество обучения в частных (платных) ульпанах выше.

## Ульпаны в России и СССР
До октябрьской революции 1917 года знание иврита входило в культурный багаж евреев России. Хотя домашним языком евреев являлся преимущественно идиш и другие локальные еврейские языки, как то: крымчакский язык, бухарско-еврейский язык и горско-еврейский язык, а в общении с неевреями использовались их языки — русский, польский, украинский, немецкий, в большинстве еврейских общин России иврит изучался с детства, в начальной религиозной школе — хедере (особенно в модернизированных хедерах — т. н. хедер метуккан). В некоторых городах (например, Гомеле) существовали ивритские гимназии (относившиеся к сети «Тарбут»).
После революции иврит был объявлен «реакционным» языком; школы с преподаванием иврита были закрыты, и языком «прогрессивных» евреев был объявлен идиш (прошедший насильственную реформу орфографии, согласно которой слова ивритского происхождения, а также имена, стали записывать фонетически, а не этимологически, с сохранением орфографии иврита; также была предпринята оказавшаяся безуспешной попытка упразднить особые конечные начертания 5 букв). В 1930-е годы были закрыты последние еврейские школы России.
До 1960-х годов среди советских евреев ивриту обучались единицы, втайне. При этом на восточных факультетах вузов иврит преподавался свободно, но доступ евреям на эти факультеты был крайне ограничен (при этом преподаваемый язык называли древнееврейским).
Приблизительно с 1965 года на территории СССР начинают действовать подпольные курсы иврита, которые получают название «ульпанов» (по аналогии с аналогичными курсами в Израиле). Одним из родоначальников этой волны преподавателей являлся Хаим Зеэв (Владимир) Могилевер, создавший методику преподавания иврита в Ленинграде. Он занимался также обучением и подготовкой преподавателей для других городов. Преподаватели подпольных ульпанов в СССР использовали израильские учебники, полученные нелегальным путём и размноженные фотомеханическим способом, а также дореволюционные издания. Параллельно урокам иврита проводились уроки истории еврейского народа, уроки ивритских песен и т. д.
С арестом первых преподавателей в 1970 году деятельность ульпанов не прекратилась: напротив, она расширилась. В преподавание включились не только молодые учителя, но и пожилые люди, помнящие язык с детства (например, московский раввин Авраам Миллер). В московской сети «Маханаим» (основатели — В. Дашевский и П. Полонский) в 1970-е — 80-е годы преподавали не только иврит и историю, но и иудаизм. В 1980-е годы некоторые преподаватели иврита были репрессированы под разными предлогами: Юлий Эдельштейн, Эфраим Холмянский, Алексей Магарик, Арье Вольвовский.
Эфраим Холмянский создал также проект «Всесоюзный ульпан», в рамках которого готовились и поддерживались десятки учителей иврита вне Москвы и Ленинграда. После ареста Холмянского тем же проектом (под названием «Города») руководили Зеэв Гейзель и Дов Конторер. Деятельность ульпанов продолжалась вплоть до Перестройки, когда она была легализована, и стала частью фундамента еврейского образования в современной России.